# Myší ocásek
Myší ocásek, někdy též myšinka (Myosurus) je rod rostlin z čeledi pryskyřníkovité (Ranunculaceae). V Evropě je zastoupený pouze druhem myší ocásek nejmenší (Myosurus minimus).

## Popis
Jedná se o jednoleté (zřídka dvouleté) jednodomé byliny a s jednoduchými stonky zakončenými jednotlivým květem. Stonky jsou lysé, listy jsou jednoduché, pouze bazální, čárkovité až úzce obkopinaté. Květy jsou oboupohlavné, jednotlivé. Kališních lístků je 5, na bázi jsou protaženy v nitkovitou ostruhu, zpravidla zelenavé barvy, někdy s membránovitým okrajem. Korunních lístků je zpravidla taky 5, kornoutovité nebo ploché, čárkovité až úzce toulcovité, naspodu s nektáriovou jamkou. Tyčinek je asi 5–25. Květní lůžko je nápadně protažené, odtud název. Plodem je nažka, nažky jsou uspořádány v souplodí a bývá jich na prodlouženém květním lůžku mnoho, cca 10–400.

## Rozšíření
Asi 15 druhů, které jsou rozšířeny ve velké části světa.

## Druhy
- Myosurus apetalus
- Myosurus cupulatus
- Myosurus minimus
- Myosurus nitidus
- Myosurus sessilis
- a další